# YŪ'S GOODS
『YŪ'S GOODS』（ユーズ グッズ）は、1986年7月31日に発表された早見優の企画ベスト・アルバム。規格品番はLP:25TR-2111、CT:28TT-1111、CD:32TX-1038。

## 概要
シングル「西暦1986」「Newsにならない恋」の英語バージョンのほか、これまでに発表されたアルバムに収録された英語詞曲など、収録曲の全てを英語で歌った1枚である。早見ならではの英語の発音が、今までの曲とは違った魅力を見せている。「い・き・な・り ロックンローラー」「THE LETTER」は、ボーカルを新たにレコーディングしたバージョンとなっている。
LPは8曲、CTおよびCDには10曲が収録されている。なお、CDは1995年6月16日に再発売されている。
ジャケットに用いられたイラストは小森誠が手掛けており、早見自身が大好きな場所であるというラニカイビーチ周辺にあるショップが描かれている。

## 収録曲

### LP

#### SIDE A
1. I・KI・NA・RI ROCK'N' ROLLER (New vocal)
Lylics & Music : John Stanley / Arranged : Yutaka Mogi
  - アルバム『RECESS』収録曲。
2. BORN TO BE LOVED
Lylics : Jim Steele / Music : Masamichi Sugi / Arranged : Ginji Itoh　
  - アルバム『"MUSIC"』収録曲。
3. SEIREKI 1986
Lylics : MAYUMI・Ikki Matsumoto / Music : Ken Satoh / Arranged : Masaaki Ohmura
  - シングル「西暦1986」英語ヴァージョン。
4. THE LETTER (New vocal)
Lylics & Music : John Stanley / Arranged : Masaaki Ohmura
  - アルバム『RECESS』収録曲。

#### SIDE B
1. PARTY GIRL
Lylics & Music : Annie / Arranged : Ginji Itoh
  - アルバム『WOW!』収録曲。
2. News ni naranai Koi
Lylics : Tommy Snyder・Takashi Sawachi / Music : CHAGE / Arranged : Kazuhiko Izu
  - シングル「Newsにならない恋」英語ヴァージョン。
3. HUSH!
Lylics & Music : Jim Steele / Arranged : Ryou Kawakami
  - アルバム『TWIN』収録曲。
4. REMEMBER?（PART II）
Lylics & Music : Annie / Arranged : Ginji Itoh
  - アルバム『KIDS』収録曲。

### CT／CD
1. I・KI・NA・RI ROCK'N' ROLLER
2. BORN TO BE LOVED
3. Manatsu no SNIPER
Lylics : Tommy Snyder・Chiroru Yaho / Music : Yoshio Tatano / Arranged : Kazuhiko Izu
  - シングル「Newsにならない恋」B面曲「真夏のSNIPER」の英語ヴァージョン。
4. SEIREKI 1986
5. THE LETTER
6. PARTY GIRL
7. SOMEBODY TO LOVE
Lylics & Music : Jim Steele / Arranged : Ryou Kawakami
  - アルバム『TWIN』収録曲。
8. News ni naranai Koi
9. HUSH!
10. REMEMBER?（PART II）

## 参考資料
- 早見優『Thank YU〜30th Anniversary Special Box〜』（ライナーノーツ）ユニバーサルミュージック、2012年4月18日。UPCY-9201。